# 龙胆木
龙胆木（学名：Richeriella gracilis）为大戟科龙胆木属下的一个种。其种加词来源于拉丁文“gracilis”，意为“纤细的”。